# Casanova (album)
Pour les articles homonymes, voir Casanova (homonymie).
 (juin 2017).
Si vous disposez d'ouvrages ou d'articles de référence ou si vous connaissez des sites web de qualité traitant du thème abordé ici, merci de compléter l'article en donnant les références utiles à sa vérifiabilité et en les liant à la section « Notes et références ».
Albums de The Divine Comedy
Promenade
(1994) A Short Album About Love
(1997)
Singles
1. Something for the Weekend
Sortie : 17 juin 1996
2. Becoming More Like Alfie
Sortie : 12 août 1996
3. The Frog Princess
Sortie : 4 novembre 1996

Casanova est le quatrième album du groupe de pop orchestrale britannique The Divine Comedy, mené par l'auteur-compositeur-interprète nord-irlandais Neil Hannon, sorti en 1996 et publié sur le label Setanta.

## Présentation
Casanova est l'album qui permet la percée commerciale du groupe.
Cette notoriété est acquise à la sortie du premier single de l'album Something for the Weekend qui atteint la 14e place des charts britanniques. Les deux autres singles extraits de l'album, Becoming More Like Alfie et The Frog Princess, se classent, respectivement, à la 27e et 15e position.
La chanson Songs of Love sert de thème à la série télévisée britannico–irlandaise Father Ted.
L'album est certifié disque d'or au Royaume-Uni (plus de 100 000 exemplaires vendus), par le BPI, en juillet 1997.
Casanova est répertorié dans le livre Les 1001 albums qu'il faut avoir écoutés dans sa vie (édition révisée et mise à jour de 2010), ouvrage de référence sur la musique publié en 2006 sous la direction de Robert Dimery.
En 2014, NME inclut l'album dans sa liste des 30 Glorious Britpop Albums That Deserve a Reissue Pronto (en français : 30 glorieux albums Britpop qui méritent une réédition rapide).

## Liste des titres
Toutes les chansons sont écrites et composées par Neil Hannon.
| 1.    | Something for the Weekend        | 4:20 |
| 2.    | Becoming More Like Alfie         | 2:59 |
| 3.    | Middle-Class Heroes              | 5:26 |
| 4.    | In & Out of Paris & London       | 3:28 |
| 5.    | Charge                           | 5:27 |
| 6.    | Songs of Love                    | 3:26 |
| 7.    | The Frog Princess                | 5:13 |
| 8.    | A Woman of the World             | 4:12 |
| 9.    | Through a Long & Sleepless Night | 6:13 |
| 10.   | Theme from Casanova              | 5:52 |
| 11.   | The Dogs & the Horses            | 5:15 |
| 51:51 |                                  |      |

| Disque bonus Companion - Édition 2 × CD (Setanta Records, Red Ink, 1997) | Disque bonus Companion - Édition 2 × CD (Setanta Records, Red Ink, 1997) | Disque bonus Companion - Édition 2 × CD (Setanta Records, Red Ink, 1997) | Disque bonus Companion - Édition 2 × CD (Setanta Records, Red Ink, 1997) | Disque bonus Companion - Édition 2 × CD (Setanta Records, Red Ink, 1997) | Disque bonus Companion - Édition 2 × CD (Setanta Records, Red Ink, 1997) | Disque bonus Companion - Édition 2 × CD (Setanta Records, Red Ink, 1997) | Disque bonus Companion - Édition 2 × CD (Setanta Records, Red Ink, 1997) | Disque bonus Companion - Édition 2 × CD (Setanta Records, Red Ink, 1997) | Disque bonus Companion - Édition 2 × CD (Setanta Records, Red Ink, 1997) |
| No                                                                       | Titre                                                                    | Durée                                                                    |                                                                          |                                                                          |                                                                          |                                                                          |                                                                          |                                                                          |                                                                          |
| ------------------------------------------------------------------------ | ------------------------------------------------------------------------ | ------------------------------------------------------------------------ | ------------------------------------------------------------------------ | ------------------------------------------------------------------------ | ------------------------------------------------------------------------ | ------------------------------------------------------------------------ | ------------------------------------------------------------------------ | ------------------------------------------------------------------------ | ------------------------------------------------------------------------ |
| 1.                                                                       | Tonight We Fly                                                           | 2:59                                                                     |                                                                          |                                                                          |                                                                          |                                                                          |                                                                          |                                                                          |                                                                          |
| 2.                                                                       | When the Lights Go Out All Over Europe                                   | 3:30                                                                     |                                                                          |                                                                          |                                                                          |                                                                          |                                                                          |                                                                          |                                                                          |
| 3.                                                                       | Your Daddy's Car                                                         | 3:57                                                                     |                                                                          |                                                                          |                                                                          |                                                                          |                                                                          |                                                                          |                                                                          |
| 4.                                                                       | Lucy                                                                     | 4:38                                                                     |                                                                          |                                                                          |                                                                          |                                                                          |                                                                          |                                                                          |                                                                          |
| 5.                                                                       | Johnn Mathis' Feet (Live)                                                | 3:28                                                                     |                                                                          |                                                                          |                                                                          |                                                                          |                                                                          |                                                                          |                                                                          |
| 6.                                                                       | Something for the Weekend (Live)                                         | 4:20                                                                     |                                                                          |                                                                          |                                                                          |                                                                          |                                                                          |                                                                          |                                                                          |
| 22:52                                                                    |                                                                          |                                                                          |                                                                          |                                                                          |                                                                          |                                                                          |                                                                          |                                                                          |                                                                          |

Toutes les chansons sont écrites et composées par Neil Hannon, sauf 7 (Stephin Merritt).
| 1.  | Hannon's Game)                                       | 1:23 |
| 2.  | Birds Of Paradise Farm)                              | 3:51 |
| 3.  | A Woman Of The World (Early Idea)                    | 2:06 |
| 4.  | Motorway To Damascus                                 | 4:19 |
| 5.  | Crapper's Delight                                    | 1:46 |
| 6.  | Songs Of Love (Demo)                                 | 3:23 |
| 7.  | Love Is Lighter Than Air                             | 3:51 |
| 8.  | Comme Beaucoup De Messieurs (avec Valérie Lemercier) | 2:58 |
| 9.  | Love/Grinchworm                                      | 1:14 |
| 10. | Painting The Forth Bridge                            | 4:03 |
| 11. | Solsbury Eel                                         | 1:57 |
| 12. | The Frog Princess (Demo)                             | 5:20 |
| 13. | My Lovely Horse (From Father Ted)                    | 1:22 |
| 14. | Father Ted Theme                                     | 0:39 |
| 15. | My Lovely Mayo Mammy (From Father Ted)               | 1:11 |
| 16. | The Miracle Is Mine (From Father Ted)                | 2:22 |
| 17. | Theme From Casanova (Demo)                           | 1:28 |
| 18. | Electro Wurly Groove                                 | 1:33 |
| 19. | Something Before The Weekend (Early Idea)            | 1:56 |
| 20. | Something For The Weekend (Monitor Mix)              | 4:13 |
| 21. | Becoming More Like Alfie (Monitor Mix)               | 2:25 |
| 22. | Stereo Laboratory                                    | 1:01 |
| 23. | Through A Long And Sleepless Night (Early Idea)      | 4:12 |
| 24. | The Dogs And The Horses (Live)                       | 5:42 |

## Crédits
| - Neil Hannon : guitare, basse, percussions, piano, orgue Hammond, piano électrique (Wurlitzer), timbales, chant, sifflement - Darren Allison : batterie, percussions - Joby Talbot : saxophone alto, piano - Bryan Mills : basse - Grant Gordon : batterie - Stuart Bates trombone basse - John Allen : Célesta, sifflement - Rob Farrer : timbales - Direction : Joby Talbot, Max Lane - Basson : Clare Daly - Violoncelle : Chris Worsey, Jane Watkins, Jo Richards, Kathy Brown, Ruth Goldstein - Clarinette : Jill Morton, Mary Bellamy - Contrebasse : Sam Burgess - Bugle : Robin South - Flûte : Alex McRonald - Guitare : Jools Pais - Cor d'harmonie : Judith Goodman - Hautbois : Adrian Roach - Percussions : Chris Warne - Saxophone ténor, saxophone baryton : Charlotte Glasson - Trombone : Jane Butterfield, Steven Mathieson - Trompette : David Gosland, Doug Waterston, Gregor Clarke, Joe Gribble, Robin Smith, Titch Walker - Tuba : Robin Hayward - Alto : Alison Fletcher, Charlotte Glasson, Nicholas Milne, Sancia Norman - Violon : Alex Postlethwaite, Alice Pratley, Alison Fletcher, Anna Giddey, Colum Pettit, Emil Chitakov, Eos Counsell, Jethro Shirley-Smith, Laura Samuel, Leonie Curtin, Mark Knight, Padraic Savage, Rebecca Hayes, Roberto Borzoni, Sylvia Kapp, Yuri Kalnits | - Production : Darren Allison, Neil Hannon - Arrangements : Neil Hannon - Direction artistique : Kevin Westenberg, Neil Hannon - Ingénierie, mixage : Darren Allison - Ingénierie (assistants) : Chris Scard, Darren Nash, Gareth Parton, Gerard Navarro, Paul Mysiak, Robbie Kazandjian, Scott Howland, Tom Gurling - Mastering : Ian Cooper - Design : Rob Crane, Jean-Louis Duralek - Photographie : Kevin Westenberg |